# Sichter (Apparat)

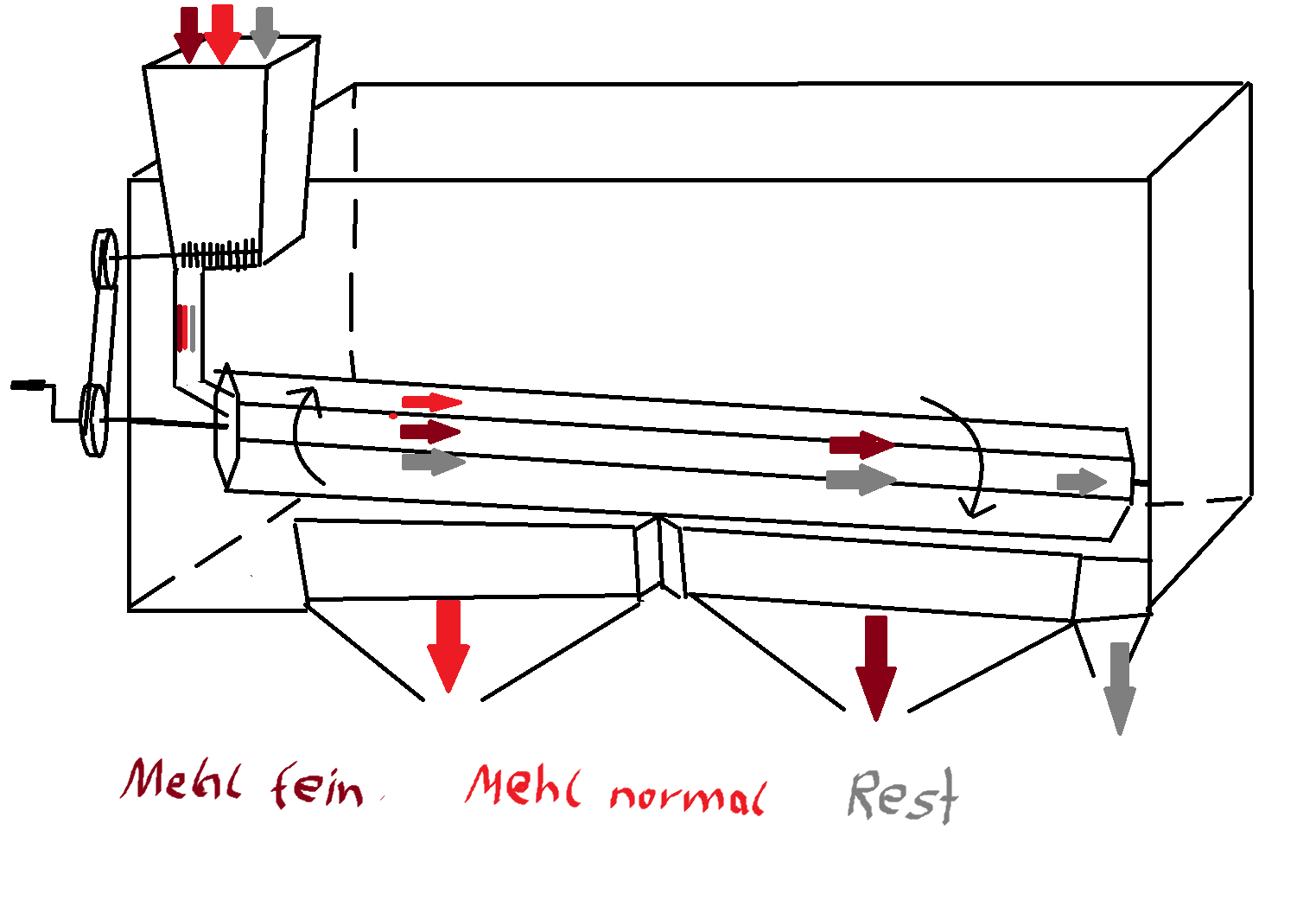
Grafische Darstellung eines Sichters

Der Sichter ist eine Vorrichtung zur Klassierung von Feststoffen nach definierten Kriterien wie Partikelgröße, Dichte, Trägheit, Schwebe- oder Schichtungsverhalten. Das Verfahren kommt beispielsweise in Getreidemühlen zum Einsatz.
Das Sichten nutzt die unterschiedlichen Massenkräfte und Strömungswiderstände der verschieden großen Feststoffteilchen in einem Medium, etwa in einem Luftstrom (Windsichten). Damit unterscheidet es sich technologisch vom Sieben.

## Funktion

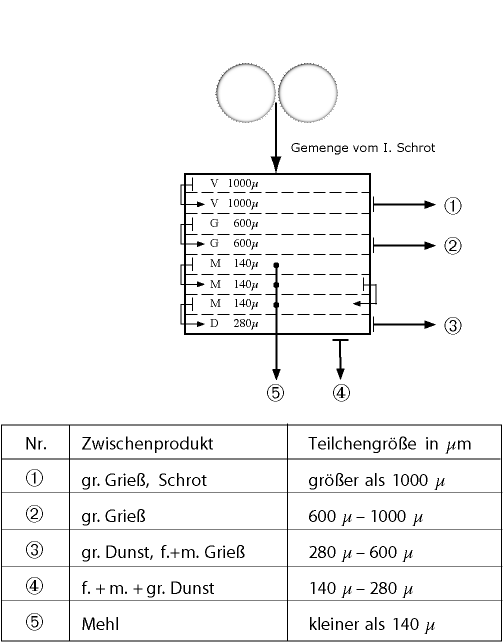
Siebschema eines Plansichters in einer Mehlmühle

Bei einem Windsichter erfolgt die Trennung in einem Luftstrom, wobei die weniger dichten und schwebefähigen Teilchen mitgerissen werden. Der seit langer Zeit bekannte Dreschvorgang von Getreide beruht auf diesem Prinzip. Durch den Dreschflegel wird das Korn von der Spreu getrennt, wobei die Spreu teilweise vom Wind weggeweht wird. Anschließend wird das Korn-Spelzen-Gemisch mit einer Schaufel in die Höhe geworfen – der Wind trennt die Bestandteile und transportiert die leichtere Spreu ab, während das schwerere Getreidekorn wieder zu Boden fällt. Später wurden zu diesem Zweck auch Windfegen eingesetzt.
Plansichter können zur Trennung von Feststoffteilchen, welche die gleiche Dichte, aber unterschiedliche Größen besitzen, eingesetzt werden. Dabei wird das zu trennende Gut über schwingende Siebe bewegt, wobei die kleineren Teilchen nach unten sinken und durch das Siebgewebe fallen.
Ein Vorläufer dieser aus dem Mühlenbau kommenden Maschinen ist der Sechskant- und der Askaniasichter. 
In der Partikelmesstechnik werden Messzyklone, (Kaskaden-)Impaktoren oder Strahlumlenksichter eingesetzt, um gasgetragene Partikeln nach ihrer Größe zu klassieren. Hierbei wird genutzt, dass die Partikelbahn innerhalb des Trennapparates von der Trägheit der Partikel abhängt.

## Anwendung

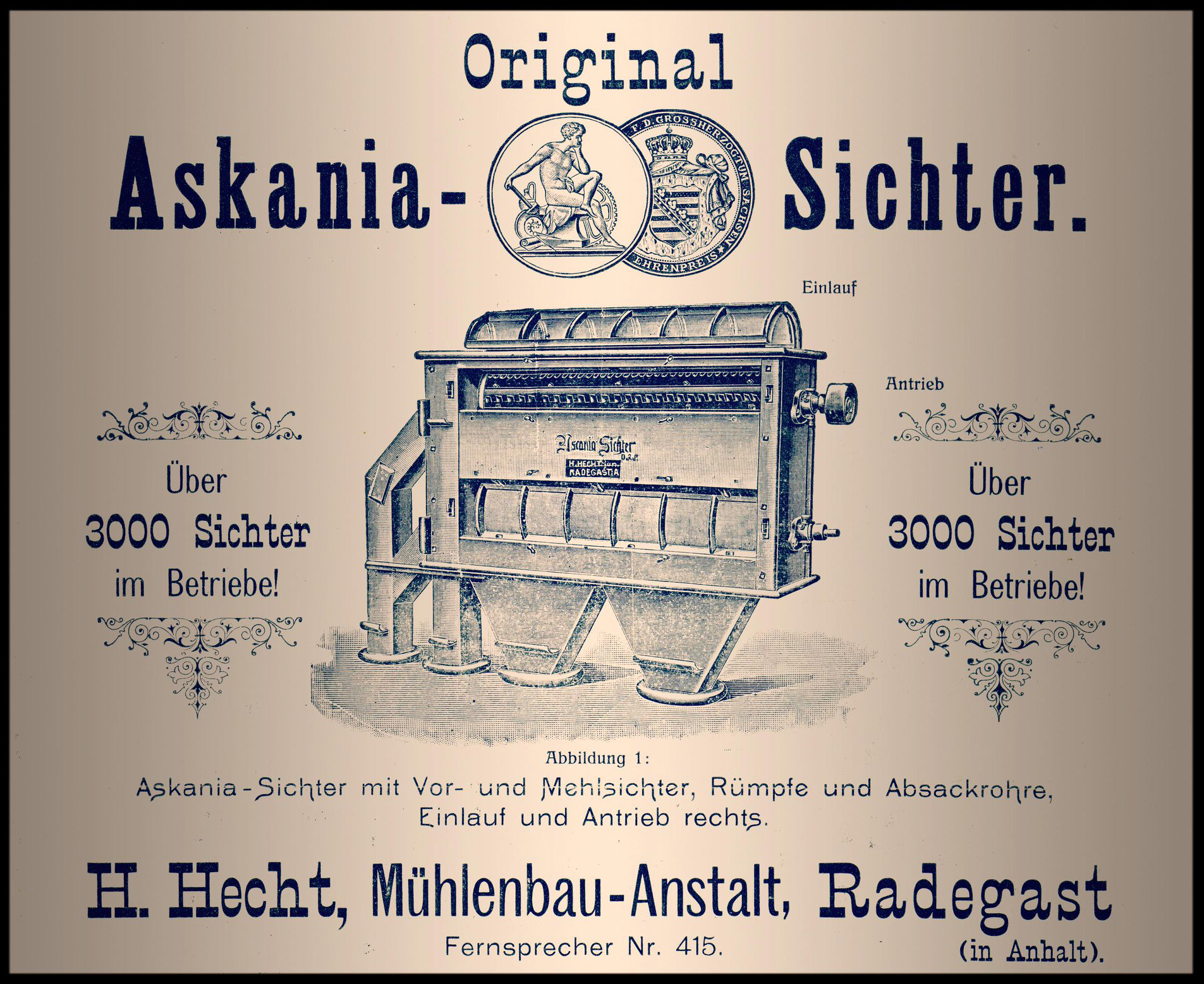
Askania-Sichter der Mühlenbau-Anstalt von Heinrich Hecht in Radegast, Anhalt

- Trennung vom Korn und Stroh, das Worfeln
- Trennung von gemahlenem Getreide in Grieß, mineralstoffarme und mineralstoffreiche Mehlsorten.
- Abtrennen von Partikeln oberhalb einer bestimmten Größe aus einem Gasstrom (z. B. PM10-Messung)
- Reinigen von Kunststoffgranulat von Staub/Fremdstoffen und Engelshaar
- Bestimmung der Feinheit des Kohlenstaubs innerhalb einer Kohlemühle

## Ausführungen
| - Askania-Sichter - Beutelgang - Fliehkraftabscheider | - Impaktor - Plansichter - Schwerkraftsichter | - Sichtzylinder - Strahlumlenksichter - Windsichter |

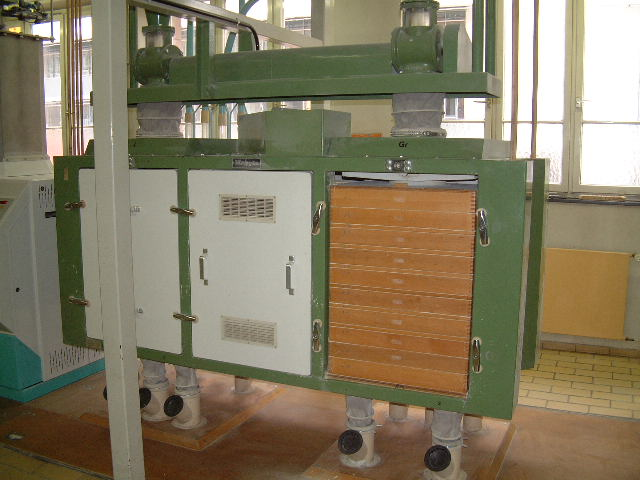
Plansichter
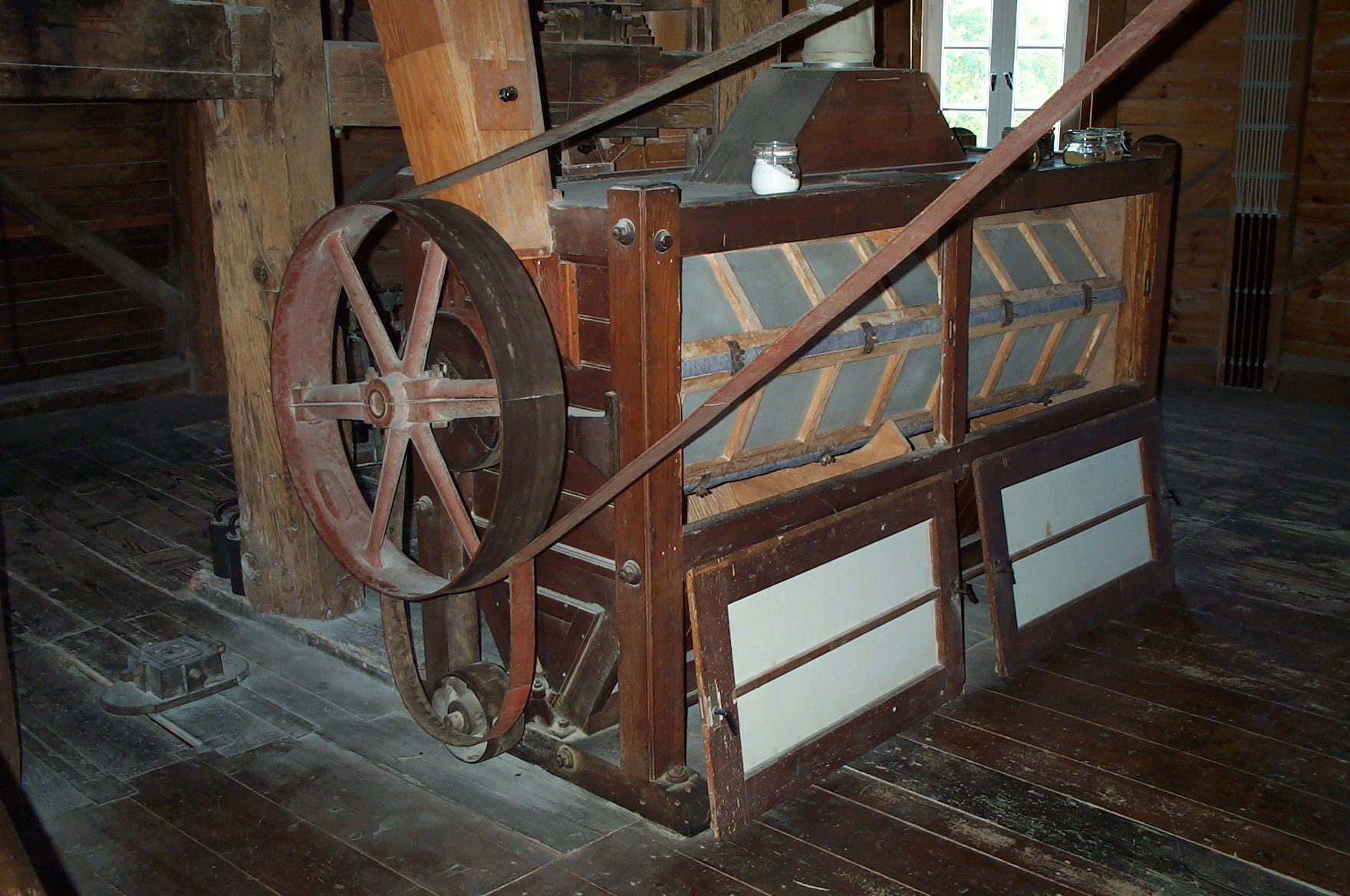
Alter Sechskant-Sichter